# George Turnbull
George Henry Turnbull, född 17 oktober 1926, död 22 december 1992, var en brittisk företagsledare
Turnbull var chef på Standard Motors 1959-62 och chef på British Leyland Motor Corporation 1968-1973. Han ansvarade för Austin Morris inom British Leyland och ledde arbetet med att ta fram Morris Marina och Austin Allegro. Han lämnade British Leyland efter meningsskiljaktigheter med Donald Stokes om bolaget skulle centralisera verksamheten eller bibehålla decentralisering. Han flyttade sedan till Hyundai där han var vice ordförande 1974–1977 och byggde upp företagets produktion och ledde arbetet med Hyundai Pony. Han var chef på Iran National Motor Corporation 1977-78 samt ordförande för Talbot i Storbritannien 1979–1984 som en del av PSA Peugeot Citroën.